# Noruega nos Jogos Olímpicos de Verão de 1972
A Noruega competiu nos Jogos Olímpicos de Verão de 1972, realizados em Munique, Alemanha Ocidental.